# Mohammed Oufkir
General Mohammed Oufkir (arabisch محمد أوفقير, Zentralatlas-Tamazight ⵎⵓⵃⵎⵎⴷ ⵓⴼⵇⵉⵔ Muḥammed Ufqir; auch Ufkir; * 29. September 1920 im Aïn Chaïr, Meknès-Tafilalet; † 16. August 1972 in Rabat) war ein marokkanischer Innen- und Verteidigungsminister.

## Leben
Sein Vater Ahmed Oufkir († 1928), ein Berber, wurde 1910 von Hubert Lyautey zum Pascha ernannt. Oufkir wurde Hauptmann in der französischen Armee, in der er im Indochinakrieg eingesetzt wurde.
Die Regierung Frankreichs setzte Oufkirs Regierungsbeteiligung bei Mohammed V. einen Tag nach der Unabhängigkeit Marokkos am 3. März 1956 durch. Wie von der französischen Regierung beabsichtigt, reduzierte er den Einfluss der armée de libération nationale marocaine, ließ das Volk über die Legitimität von Parteien, wie der Istiqlal und Union socialiste des forces populaires, abstimmen und errichtete ein Polizei- und Überwachungsregime.
Sein Verhalten beim Aufstand im Rif 1958 und während der Ereignisse in Casablanca vom 23. März 1965 brachten ihm den Ruf des Schlächters ein.
1965 bat Mohammed Oufkir den Mossad, ihm zu helfen, den im Exil lebenden Oppositionspolitiker Mehdi Ben Barka zum Schweigen zu bringen. Meir Amit stimmte zu, im Oktober 1965 wurde Ben Barka aus der Schweiz nach Paris gelockt.
Auf Weisung von Antoine Lopez, Leiter der Niederlassung der Air France auf dem Flughafen Paris-Orly, persönlicher Freund von Mohammed Oufkir und Mitarbeiter des Service de Documentation Extérieur et de Contre-Espionage rendierten der Leiter der „Brigade Mondaine“ (Drogenkriminalität und Prostitution) in der Polizeipräfektur, Kommissar Louis Souchon (* 1916 wurde zu sechs Jahren Haft verurteilt), und Roger Voitot (* 1928) in einem zivilen Peugeot 403 der Polizeipräfektur Ben Barka zur Villa des Zuhälters und Leiters der Barbouzes, Georges Boucheseiche in Fontenay-le-Vicomte. Die Barbouzes hielten Ben Barka unter dem Vorwand eines Treffens mit einem hochrangigen Vertreter der französischen Regierung in der Villa fest, bis am Samstag, 30. Oktober 1965 zuerst Ahmed Dlimi und später Mohammed Oufkir in die Villa kamen. Oufkir folterte Ben Barka, bis dieser ihm eine Vollmacht für seinen Tresor in einer Bank in Genf gab. Am Morgen des 31. Oktobers 1965 flog Oufkir nach Genf und entnahm das Archiv von Ben Barka aus dem Banksafe. Anschließend besuchte Oufkir seine Familie in Gstaad. Von Dienstag, 2. November 1965, bis Freitag, 5. November 1965, war Oufkir in offizieller Mission in Paris. Oufkir nahm am 3. November 1965 an einem Cocktailempfang im französischen Innenministerium, mit dem der Abschluss eines Referendariats von ranghohen marokkanischen Beamten bei der französischen Verwaltung gefeiert wurde, teil. Jacques Foccart und Innenminister Roger Frey waren über die Beteiligung von Oufkirs im Fall Ben Barka informiert, weshalb sich Frey durch Jacques Hector Auguste Aubert (* 6. August 1913 in Cherbourg) vertreten ließ. Auf dem Empfang begegnete Oufkir Commissaire divisionnaire Maurice Marcel Louis Bouvier (* 6. April 1920 in Nogent-le-Roi; † 23. Juli 2009), der mit der Untersuchung des Verschwindens Ben Barkas beauftragt war.
Oufkir wurde von einem Pariser Gericht am 5. Juni 1967 in Abwesenheit wegen Mordes verurteilt, während der anwesende General Ahmed Dlimi freigesprochen wurde, was Inkonsequenz des Gerichtes bei der Würdigung der Beweislage nahelegt. Der anhängige Haftbefehl gegen Oufkir wurde nach der Wahl Georges Pompidous zum Präsidenten 1969 in Frankreich nicht mehr verfolgt. Oufikir kam regelmäßig zu medizinischer Augenbehandlung nach Lyon und im September 1972 gab ihm Maurice Schumann bei einem Staatsbesuch in Marokko die Hand.
1967 wurde Oufkir Innenminister und zunehmend unentbehrlich für das Unterdrückungsregime von Hassan II. Oufkir ließ Gewerkschaften und religiöse Einrichtungen überwachen. Er ließ jeden politischen Protest gewaltsam unterdrücken. Die Regierung von Hassan II. ließ die Bevölkerung bespitzeln und beschränkte die Repression nicht auf gesetzliche Maßnahmen, sondern verschleppte und ermordete zahlreiche Menschen.
Den Putschversuch von Skhirat am Geburtstag von Hassan II., 10. Juli 1971 verbrachte Oufkir mit Hassan II. und dem Thronrat in einem Toilettentrakt des Palastes. Er wurde von Hassan II. mit der Leitung der Verfolgung der Verschwörer beauftragt, wurde Generalstabschef und Verteidigungsminister in der Regierung von Mohammed Karim Lamrani.
Am 16. August 1972 fingen beim Putschversuch in Marokko fünf Northrop F-5 der Forces Armées Royales die Boeing 727 mit Hassan II. auf dem Rückflug von Paris ab und beschossen das Flugzeug. Der Pilot der Boeing, Mohammed Kabbej, meldete über Funk, dass der König tot sei, und landete die beschädigte Maschine in Rabat. Die Piloten der F-5 nahmen einen Hubschrauber und verschwanden nach Gibraltar, wo sie um politisches Asyl baten. Oberst Amokrane, einer der Attentäter, nannte als Hintermann des Attentats explizit General Oufkir. Daraufhin bestellte Hassan II. Mohammad Oufkir in den Palast, ließ ihn von Ahmed Dlimi und Hafid Alouni, seinem Protokollchef, töten und anschließend verbreiten, dass Oufkir (durch Schüsse in die Leber, die Lunge, in den Bauch, den Rücken und in den Hals) Selbstmord begangen habe.
Oufkir war verheiratet und hatte 6 Kinder.
Hassan II. hielt Oufkirs Familie nach dem Attentat bis 1991 in geheimen Gefängnissen in der Wüste fest. Nach fünf Jahren ständiger Polizeiüberwachung floh die Familie nach Frankreich. Oufkirs Tochter Malika Oufkir berichtet in ihrem Buch Die Gefangene. Ein Leben in Marokko (Originaltitel: La prisonnière) über dieses Geschehen. Seine Frau Fatima und sein Sohn Raouf berichteten ebenfalls über diese Zeit.